# Four-Quadrant Movie
| 1. Quadrant Männlich Unter 25 Jahren | 2. Quadrant Weiblich Unter 25 Jahren |
| 3. Quadrant Männlich Ab 25 Jahren    | 4. Quadrant Weiblich Ab 25 Jahren    |

Als Four-Quadrant Movie oder Four-Quadrant Picture oder kurz 4Q bezeichnet man in der Filmwirtschaft einen Film, der sowohl Zuschauer männlichen als auch weiblichen Geschlechts aller Altersgruppen anspricht. Die Unterteilung erfolgt dabei in jüngere Zuschauer unter 25 Jahren und ältere ab 25 Jahren.
Während zum Beispiel Filmkomödien überwiegend ein jüngeres, weibliches Publikum ansprechen oder Horrorfilme auf ein jüngeres, männliches Publikum abzielen, sollen Four-Quadrant Movies alle Zuschauergruppen erreichen. Damit steigen auch die Chancen auf ein hohes Box Office (Einspielergebnis). Ein Film kann allerdings aufgrund eines geringen Produktionsbudgets auch dann finanziell sehr erfolgreich sein, wenn er nur einen Quadranten anspricht.
Da die Entscheidungen über den Besuch eines Kinofilms oft von jüngeren Männern getroffen werden und sie einen Film entweder mit Freunden oder ihren Partnerinnen besuchen, gelten sie unabhängig davon als wichtigste Zielgruppe.
Typische Four-Quadrant Movies sind zum Beispiel viele Familienfilme wie die Animationsfilme der Pixar Animation Studios. Four-Quadrant Movies sind jedoch nicht nur auf dieses Genre beschränkt. Laut einer Studie der deutschen Filmförderungsanstalt (FFA) hatten die 75 erfolgreichsten Kinofilme im Jahr 2014 genreunabhängig im Durchschnitt eine relativ gleichmäßige Verteilung über alle Altersgruppen und beide Geschlechter.